# Papagaios
Papagaios é um município brasileiro do estado de Minas Gerais. Sua população, segundo o censo IBGE de 2022, era de 13 920 habitantes. Papagaios está localizada há 151 km da capital do estado de Minas Gerais, Belo Horizonte. Suas principais vias de acesso à capital são: BR-262,BR-431,BR-381,MG-060. Para se chegar ao município pode-se usar a BR-262 e a MG-060. 
Papagaios pertence à bacia do Rio São Francisco e seus principais rios são o Preto e o Paraopeba.